# Smile Ichiban Ii Onna
«Smile Ichiban Ii ♀ Onna» (スマイル一番 イイ♀) es el décimo sencillo de la banda Oshare Kei: Antic Cafe, publicado en 2006 y perteneciente al álbum Magnya Carta.
La primera canción, Smile Ichiban Ii ♀ Onna (スマイル一番 イイ♀), se convierte en una de las cuatro canciones más famosas y con más éxito de An Cafe en su primera generación.
Con este disco comienza la campaña NYAPPY Challenge One Two DON!, que consiste en tres lanzamientos consecutivos.

## Canciones
| CD  |                                                |          |  |
| N.º | Título                                         | Duración |  |
| 1.  | «Smile Ichiban Ii ♀ Onna (スマイル一番 イイ♀)» | 4:12     |  |
| 2.  | «Super Rabbit ☆ (スーパーラビット☆)»           | 4:02     |  |